# Ginglith
Ginglith is een rivier in Beleriand uit het werk van J.R.R. Tolkien. De Ginglith was een bescheiden zijrivier van de Narog waar deze even ten noorden van Nargothrond mee samenkwam.